# マルサック＝シュル＝ドン
マルサック＝シュル＝ドン （Marsac-sur-Don）は、フランス、ペイ・ド・ラ・ロワール地域圏、ロワール＝アトランティック県のコミューン。

## 地理

県におけるマルサック＝シュル＝ドンの位置

マルサック＝シュル＝ドンは、県北部に位置し、シャトーブリアンの西26km、ナントの北43km、サン＝ナゼールの北東54km、レンヌの南57kmにある。
マルサック＝シュル＝ドンは、ナントとレンヌをつなぐ国道137号線の近くにある。北から東を県道124号線が横切る。町の南にあるのは県道44号線である。町の西には県道125号線が通る。
ドン川がコミューンの第一の河川である。この川はヴィレーヌ川左岸に注ぐ支流である。コミューンの西側には湖がある。ロシュ池とロシュ川はドン川につながっている。
コミューンはアルモリカ山塊の東側にある。コミューンの地層の一部は結晶片岩であり、コミューンにあるかつての採石場から石が切り出されていた。町の地質は灰色の地層が幾枚も積み重ねられたようになっている。
町の気候は海洋性気候である。

## 由来
コミューンの名の由来は2つの言葉からきている。最初のマルサックはマルシウス (Marcius)、ローマ発祥のラテン語の姓に由来する。ドンとはコミューンを流れる川の名である。
地元で話されるオイル語の一種、ガロ語で地名は Marsac となる。

## 歴史

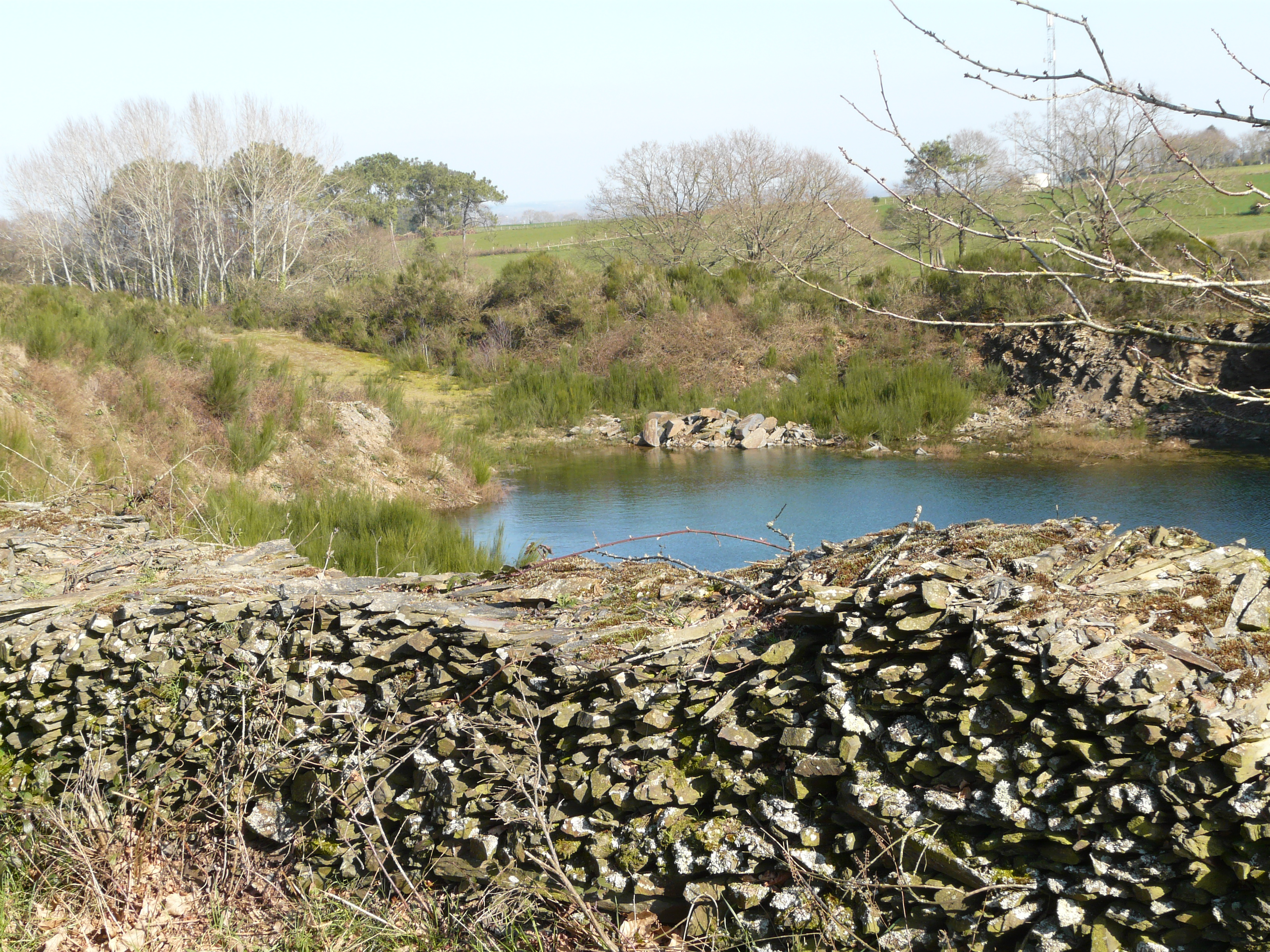
旧採石場

我々は、古代のこの地に人の存在を証明する、人が使った道具を見つけている。これは紀元前3世紀から紀元前2世紀のものである。ガリア戦争後、村はローマの知事マルシウスのドメーヌの本拠地が置かれた。彼の名がコミューン名の起源である。トゥールのマルティヌスが4世紀にマルサックを通過し、ここに修道院を創設したという主張がされている。しかし、この建物の痕跡を現在見つけることはできない。これが、ロワール河口付近でのキリスト教伝道の始まりであった。
5世紀からブルトン人が土地を管理するようになった。888年、ブルターニュ王アラン1世指導下で、修道院は教区に根を下ろした。修道院は地元民の生活の大部分を占めていた。
18世紀から20世紀にかけ、採石場で結晶片岩の切り出しが行われていた。これらは切り出された後、主に石工がワイン用ブドウの支柱やカキ養殖ベッドに加工した。

## 経済
農業が経済の主要部分を占める。2000年時点、コミューンには48の農場があった。第一の農業活動は、酪農である。

## 人口統計
| 1962年 | 1968年 | 1975年 | 1982年 | 1990年 | 1999年 | 2006年 | 2012年 |
| ------ | ------ | ------ | ------ | ------ | ------ | ------ | ------ |
| 1293   | 1227   | 1166   | 1197   | 1192   | 1200   | 1327   | 1475   |

source=1999年までLdh/EHESS/Cassini、2004年以降INSEE

### ノート
1. ↑  Réélu en 2014.